# 38 обезьян
«38 обезьян» (англ. Monkey Dust, дословно — «Прах обезьяны») — британский мультипликационный телесериал, показываемый в Великобритании на канале «BBC Three», режиссёры Люк Карпентер и Сьюзанн Дикин. Сериал в жанре черного юмора затрагивающий табуированные темы, такие как суицид, педофилия, половое извращение, убийство  и пр.
Сериал выполнен в интересной технике мультипликации, создающей впечатление скупости и безразличности, различной для разных сцен и персонажей без политкорректности и деликатности, с элементами острой сатиры. При этом особенностью мультипликации является то, что её стиль меняется с каждой сценкой сериала, создавая впечатление, что каждый эпизод рисовали различные в своих предпочтениях мультипликаторы. Сериал пять лет демонстрируется с успехом в Европе и Америке, а также имеет ряд престижных премий, в том числе и от Британской Телеакадемии.
Впервые сериал был показан на телеканале «BBC Three» 9 февраля 2003 года, всего было выпущено 3 сезона и 18 эпизодов, средняя продолжительность 29 минут. В России сериал транслируется на телеканале 2×2, цензурой были удалены эпизоды про нерешительного гея и несколько других особо жестоких сцен. В его озвучке принял участие российский телеведущий Леонид Парфёнов.

## Основные персонажи и повторяющиеся сюжетные линии
- Иван Добски — умственно отсталый заключённый, известный как «морозильный убийца». Оказался в тюрьме в далёком 1974 году за убийство в морозильном складе машинистки Барбары Планктон её собственными трусами, «которого не совершал, но сказал, что совершал, чтобы полицейские перестали мучить его» (конкретные пытки каждый раз разные). Обладает интеллектом четырёхлетнего ребёнка, говорит с мягким северо-восточным британским акцентом, в целом создаёт впечатление безобидного парня, но, несмотря на это, описывается тюремщиками как «самый опасный преступник в Западной Европе» и содержится в строжайших условиях. Почти в каждой серии оказывается на воле, так как тест ДНК в очередной раз подтвердил его невиновность, а затем, по закону жанра, с радостью возвращается обратно «домой» из-за того, что не способен жить в современном мире. В кампании по освобождению Добски принимают участие многие знаменитости, такие как Брэд Питт, Билли Брэг, Боно, Нельсон Мандела и другие. Добски страдает раздвоением личности, из-за чего уверен, что все убийства совершает его хоппер (в русском переводе «прыгунок») по имени Мистер Прыг — тот для Ивана живёт собственной жизнью, умеет разговаривать и зачастую призывает его убить кого-нибудь. Так, мы видим, как во втором сезоне, девятой серии, Мистер Прыг особо жестоко расправляется с женой Ивана, Дэннис Бингли (страстной поклонницей убийц и психопатов), но позже выясняется, что прыгунок два года как был отправлен в крематорий и, соответственно, не имеет отношения к случившемуся. Сам Иван, несмотря на это, относится к Мистеру Прыгу как к единственному другу и даже больше (намёк на это присутствует в первом сезоне, пятой серии, где мы видим Ивана, лежащим в постели с прыгунком, «рот» которого измазан помадой).
- Мистер Дженнигс (после 6-й серии его сменил почти идентичный Мистер Драммонд) — начальник тюрьмы и куратор Добски. В целом снисходительно относится к Ивану, но после совершаемых Добски преступлений впадает в ярость. В одной из серий, он вместе с Иваном совершает массовое убийство зрителей во время премьеры фильма, основанного на истории Ивана Добски и Мистера Драммонда, придя в ярость от искажения событий, продемонстрированных в фильме.
- Клайв Прингл — отсутствует в разных сериях, по словам жены, от нескольких часов до нескольких лет. Приходя домой, на вопрос ожидающей его дома жены («Клайв, где ты был?») находит миллионы оправданий, при этом в ход идут как мало и весьма известные фильмы (Космическая одиссея), так и сериалы (Команда А, 24), книги (Властелин колец, Дюна), тексты песен (Hotel California группы Eagles), история Войны Алой и Белой Розы, детский стишок про Шалтая-Болтая и даже Библия. Жена всегда безошибочно распознаёт ложь, за которой скрываются аморальные поступки мужа (секс со спаниелем принца Чарльза, снятие проститутки вместе с тестем, работа анальным шариком у немецкого бизнесмена и т. п.). В течение мультсериала жена Клайва становится все менее терпимой ко лжи мужа (так, она прерывает его, потому что торопится на встречу с подругой, или просит не раскрывать сюжет следующего сезона сериала) и в итоге уходит от Клайва. В последнем эпизоде с ним мы видим, как он допрашивает сам себя в зеркале, играя роль жены, и в конце концов ухмыляется и заключает: «Я знал, что ты мне поверишь!».
- Генерал Педоискатель — некий неизвестный, одетый в костюм Мэтью Хопкинса (самопровозглашённый великий инквизитор из одноимённого фильма Майкла Ривза), ищет и казнит якобы педофилов. Обвинения всегда абсурдны (фотографирование собственных детей в ванне, облизывание собакой ребёнка и т. д.).
- Террористы-неудачники — три друга араба: Шафик, Абдул и Омар. Омар, старший из них, — фанатичный поклонник ислама и член террористической организации «Международный революционный джихад за освобождение Исламской Республики Великобритании», а Шафик и Абдул — обычные подростки, принятые Омаром на «работу» террористами-смертниками во имя Аллаха, выполнить которую у них никогда, в силу различных (в основном комических) обстоятельств, не получается. Обстоятельства эти обычно ограничиваются двумя: во-первых, Шафик и Абдул, кажется, воспринимают джихад как должное, относясь к нему как к любимому футбольному клубу или сериалам, за просмотром которых коротают все свободное время. А во-вторых, все трое крайне зависимы от западной еды и образа жизни; иными словами, Шафик, Абдул и Омар являются неотъемлемой частью той культуры, против которой и пытаются бороться. Изначально Омар, как руководитель террористической группы, был показан страдающим от такого хода вещей, но со временем зрителю становится очевидно, что он в той же мере неискренен в своей ненависти к Западу, как и его юные помощники. Особенно это заметно в 15 эпизоде: когда начальник Омара, Скорпион, призывает их замаскироваться, все трое наряжаются в сценические костюмы группы The Darkness. В 17 эпизоде Шафик и Абдул попадают в плен к американским солдатам, исполняя "волю джихада", и подвергаются пыткам и издевательствам.
- Миссис Хан — мать Шафика, очень добрая и заботливая женщина. Относится к джихаду как к детской забаве, всегда готова угостить друзей сына, посторонних людей и даже полицейских гамбургерами, наггетсами и прочим фастфудом, в общем, олицетворением западной культуры.
- Тимми и его отец — мальчик, живущий с мамой и отчимом Роджером, каждую неделю навещающий отца (появляется в кадре исключительно у него в гостях). Постоянно рассказывает о том, как Роджер балует его, и демонстрирует абсолютное равнодушие по отношению к отцу, что приводит к очередному самоубийству последнего. Впрочем, как только отец Тимми погибает, мальчик вспоминает, что очень любит его. В одной из серий обнаруживается, что так называемый отчим Тимми — его взрослая копия, но, несмотря на это, отец продолжает любить и ждать сына. В последнем эпизоде с их участием подросток Тимми, много лет назад переехавший в Ньюкасл-апон-Тайн, вновь ранит отца своим безразличием и презрением, в результате чего тот окончательно самоубивается, выбросившись из окна в костюме Человека-паука. И только тогда зритель узнаёт, что Тимми притворяется испорченным, чтобы его не избили хулиганы, а на самом деле он очень скучает по папе.
- Девушка из клуба — Аликс, вечно одинокая, но на удивление смазливая девчушка. Ходит в клуб, чтобы найти того самого парня. К сожалению, её бурная фантазия всегда приводит к отшиванию очередного ухажёра.
- Подопытный кролик Лапша — бедняжка-анимашка, по закону мультипликации живёт вечно. На нём всё время учёные ставят различные опыты, тестируют на нём различные лекарства и препараты. В последнем эпизоде он разбивает голову учёного, который проводил над Лапшой опыты, о наковальню; у самого учёного, как потом оказалось, была жена и трое сыновей.
- Педофил — безымянный маньяк, живущий в доме-развалюхе напротив железнодорожных путей. Упорно пытается встретиться со школьницей Шарлоттой, используя для этого интернет-мессенджер и выдавая себя за подростка Бенджи. Ему с трудом удаётся позиционировать себя как подростка (например, он не может не исправить орфографические ошибки в сообщении Шарлотты и нечаянно упоминает о пребывании в Лондоне во время его бомбежки), потому каждая попытка педофила встретиться с жертвой проваливается. В последнем эпизоде с его участием маньяку все-таки удаётся назначить встречу девочке, но, придя на место назначения, он с досадой обнаруживает, что за именем Шарлотты скрывается такой же педофил, как и он сам.
- Мисс Чепл — женщина, строящая карьеру суперзвезды на том, что её дочь, Ребекка, сбежала из дома. В 18 серии дочь Ребекка создаёт своё собственное шоу, а Мисс Чепл стремительно теряет популярность.
- Сотрудники корпорации Labia — пародия на индустрию имиджмейкеров. За большие деньги придумывают для своих клиентов новый имидж, который, как они их убеждают, существенно улучшит их дела. Новый имидж, как правило, либо оказывается абсолютно не сочетающимся со сферой деятельности клиента, выставляя его на посмешище, либо ярко демонстрирует запредельные цинизм и бесчеловечность, царящие в индустрии рекламы. Человек, выдумывающий названия брендов, внешне похож на лорда Байрона и постоянно оказывается в самых диких и неожиданных местах, где и черпает своё вдохновение. Вскоре имиджмейкеров заменяют душевнобольные из психбольницы, бессвязный бред которых корпорация использует для наименований различных товаров.
- Пожилая пара — пара обычных пенсионеров, которым каждую ночь снятся навязчивые сны гомосексуального характера, содержащие, как правило, множество стереотипов. В последнем эпизоде с участием этой пары женщина на вопрос мужа («Что тебе сегодня снилось, дорогая?») отвечает: «Ничего особенного. Опять лесбиянки» (этому предшествует красочный сон с байкершами и разнузданной лесбийской оргией).
- Комик Дэвид — известный комик, который, по абсолютному убеждению всех, кто его знает, а также его самого, умеет делать всё. Его часто нанимают вместо тех или иных профессионалов, потому что «неужели известный комик справится с <задача> хуже, чем специально обученный специалист?!» (при этом список задач весьма обширен: от спасения ребёнка, придавленного машиной, до пилотирования космического корабля).
- Пара бездомных — мужчина и женщина, живущие на улице напротив магазина с телевизорами и ведущие себя словно они вполне респектабельная семья.
- Профессор Харрис — маньяк-профессор, со всей очевидностью убивший свою приёмную дочь, однако избегающий наказания. На тему расследования по убийству регулярно устраиваются пресс-конференции, на которых представители полиции, больше похожие на паяцев, заявляют об отсутствии прогресса в расследовании, несмотря на то что Харрис постоянно свидетельствует против себя. В одной из последних серий с его участием он неосторожно признаётся, что и вторая его дочь, которую он назвал маленькой шлюшкой, неожиданно исчезла ночью пропав без вести, что намекает на то, что профессор убил и вторую дочь. В итоге по обвинению в убийстве арестовывают совершенно постороннего человека, скрывающегося под псевдонимом «Фрэнк Синатра».
- Шофёр такси — эмигрант из Индии, работающий водителем такси. С гордостью рассказывает своим пассажирам (обычно одной и той же девушке) о своём высоком положении и всяческих достижениях в своей стране. Вместо заказанного пункта назначения постоянно умудряется заехать в принципиально недостижимые места (среди них Нарния, третий спутник Юпитера, Юрский период и т. д.).
- Абу — нелегальный эмигрант из Индии, описывающий в письмах к матери чудовищные условия своей жизни в Англии как чудесное пребывание в «стране молока и мёда».
- Молодой человек, ждущий девушку из парикмахерской — молодой парень, который, ожидая свою девушку от парикмахера, каждый раз оказывается свидетелем потрясающих событий (танец морских животных на суше, смерть Джеймса Бонда, второе пришествие Христа, нападение инопланетян и т. д.), но в результате получает лишь скандал, потому что неспособен помнить о необходимости похвалить её причёску.
- Псевдоинтеллектуалы — компания неформальных молодых людей, высокопарно рассуждающих об искусстве, культуре и жизни в целом (примеры: «Девяностые для восьмидесятых — это то же, что семидесятые для шестидесятых» или «Серийные убийцы просто рок-звезды без гитар»). Каждый раз их избивают или даже убивают (организовывают падение рояля на их головы или нечто подобное) случайные прохожие, оправдывая это политикой под названием «Никаких чмошников», действующей повсеместно: у входа в ночной клуб, ресторан, церковь или в их собственном доме.
- Компания яппи — три семейные пары, заслужившие звание «людей среднего класса» и ведущие за обедом якобы высокоинтеллектуальные, а на деле убийственно тупые и скучные беседы (они часами обсуждают новую многофункциональную печку или выключатель, рассказывают пошлые анекдоты и т. д.). Идиотизм этих разговоров видит лишь один мужчина в компании, страшно страдающий от них и предлагающий иные развлечения: в одной серии это игра в русскую рулетку, завершившаяся смертью одного из них, в другой — так и не случившийся групповой секс. Отличительной особенностью является то, что каждый раз во время обеда происходит что-то невероятное и непредсказуемое: разрыв немецкой бомбы, нападение детей-убийц (отсылка к фильмам «Деревня проклятых» и «Сканнеры»), огромный пожар, превращение в оборотней и другое.
- Менеджер сборной Англии Свен-Йоран Эриксон — следуя завету главы корпорации Labia («Что сегодня помогает продажам? Футбол!»), телевизионщики вставляют его практически во все передачи и доходят в своём стремлении до абсурда (например, мы видим его во время панического бегства стада гну или купания индийцев голышом в святых водах Ганга). Эти эпизоды всякий раз сопровождаются появлением бездомных, смотрящих телевизор, и фразой: «И, конечно, неудивительно, что в толпе мы видим Свена-Йорана Эриксона».
- Актёр с классическим образованием — не особо блещущий талантом, зато полный самомнения актёр, которого не берут даже на озвучку.
- Кит и Брайан — ирландец, владеющий местным пабом под названием «Jefferie’s», и его единственный посетитель, флегматичный холостяк в джемпере. По приказу пивоваренного завода, Кит постоянно меняет тематику своего заведения, тем самым пытаясь привлечь клиентов. Спектр тем весьма обширен: от наркопритона до клуба-садомазо. Брайан относится к изменениям абсолютно безразлично и вне зависимости от очередной тематики паба всегда заказывает одно и то же: пинту лучшего пива и чипсы с сыром и луком. В последнем эпизоде с этими персонажами Кит выгоняет Брайана из паба, мотивируя тем, что именно Брайан является причиной непопулярности заведения, и зритель убеждается в справедливости этого суждения: как только Брайан покидает паб, в него тотчас выстраивается огромная очередь посетителей.
- Респектабельная пара и шпана из многоэтажек — пожилые мужчина и женщина, с раздражением наблюдающие, как уличные хулиганы делают совершенно невероятные и невозможные вещи (принимают новые страны в Евросоюз, опровергают гравитацию и т. д.).
- Практикантка Келли — подросток-наркоманка, проходящая практику в офисе. Что бы ей ни говорили, она отвечает: «Я Келли, я пришла на практику». Совершенно неправильно понимает все указы, которые ей отдаёт менеджер: вместо того, чтобы расставить коробки по размеру, суёт вилку в розетку, а в ответ на просьбу проследить за чайником пытается смыть себя в унитаз. Последнее появление Келли в сериале ознаменовывается её гибелью: она выпрыгивает из окна вместо того, чтобы сторожить урну, что очень радует её работодателя.
- Житель Эссекса и Житель Лондона — два совершенно одинаковых мужика, бесплодно спорящих друг с другом о том, чья малая родина круче в тех или иных аспектах современной культуры. В 11-й серий в аэропорту появляются их двойники-испанцы: Житель Барселоны и Житель Мадрида, отличающиеся лишь наличием усов и характерным акцентом, спорящие точно так же («МАдрид!» — «БарсЭлона!»).
- Элэйн из шоу «Люди на унитазе» — ничем не выдающаяся, откровенно глупая и бездарная женщина, которая внезапно приобрела колоссальную популярность из-за участия в шоу «Люди на унитазе», хотя всё, чем занимаются его участники, — двадцать четыре часа в сутки испражняются перед камерами (существует версия, что Элэйн — единственная участница проекта, хотя в одной из серий также упоминалась комедийная актриса Сью Поллард). О подвигах и всевозможных достижениях Элэйн можно услышать во время возвращения домой Клайва Прингла, идущего рядом с магазином телевизоров. «Люди на унитазе» удостоились громадной цифры просмотров: 120 миллионов — это значит, что все население Великобритании посмотрело шоу дважды. Является пародией на современные реалити-шоу и на поклонение зрителей их участникам.
- Девушка с навязчивой идеей материнства — пытается всем доказать, что ей совершенно не хочется детей, но её действия свидетельствуют как раз об обратном. Носит на руках и возит в коляске вместо детей кошек, пытаясь тем самым компенсировать отсутствие детей у неё.
- Пародия на голливудские блокбастеры — самые длинные скетчи шоу, в которых пародируются зрелищность, бессмысленность и пафосность голливудских фильмов, а также то, как исторические голливудские фильмы искажают реальную историю (Ю-571, Патриот). Помимо вышесказанного, обыгрывается намеренная американизация британских персонажей и историй (Робин Гуд: Принц воров) и использование британских актёров в фильмах в качестве антагонистов (Патрик Стюарт в фильме Теория заговора). Примеры: «Дневник Анны Франк» (первый сезон, первая серия), «Крестовые походы от Джерри Брукхаймера» (второй сезон, первая серия), «Они все возвращаются домой» (третий сезон, шестая серия) и «Подлинная история Ивана Добски» с Брэддом Питтом в главной роли.

## Интересные факты
- Название мультфильма переведено на русский язык весьма условно: «38 обезьян» — это отсылка к знакомому всем русскоязычным с детства советскому мультфильму «38 попугаев» (1976—1991).
- Музыка в мультфильме представлена группами «Goldfrapp», «Boards of Canada» и «Black Box Recorder». А во вступлении к каждой серии звучит композиция «That’s Not Really Funny» группы «Eels»
- В одной из серий Генерал Педоискатель устраивает массовую казнь в ночном клубе. Этот скетч представляет собой музыкальный номер — пародию на композицию «Fire» группы «The Crazy World of Arthur Brown».

## Награды
- 2003: International Student Jury Award (Banff Rockies Awards)[4]
- 2004: Best Multichannel Programme (Broadcast Awards)[5]
- 2004: Best Comedy (British Animation Awards)[1]